# 骨迷路
骨迷路（bony labyrinth，osseous labyrinth）或骨质迷路、骨性迷路，又称耳囊（otic capsule），是位于颞骨岩部内耳内的弯曲骨性隧道，从后向前由骨半规管、耳前庭和耳蜗构成，与其内的膜迷路间有外淋巴液；其中，耳前庭和半规管又构成了前庭系统。骨迷路的结构其实是骨中的空心部分，由骨膜支护，其中包含膜迷路。
骨迷路内含有液体，外淋巴存在于骨迷路和膜迷路之间、起保护作用，而内淋巴存在于膜迷路内。

## 临床
在耳硬化症（成人听觉丧失的主因之一）中，基本都是骨迷路受到影响，而在正常情况下，这部分区域在成年后是不会再变形的。